# جونا جنكينز
جونا جنكينز (بالإنجليزية: Jonah Jenkins)‏ هو مغني أمريكي، ولد في 6 أكتوبر 1970 في ليتشفيلد في الولايات المتحدة.